# أورا (إسرائيل)
أورا (بالعبرية: אוֹרָה) هي موشاف إسرائيلي في وسط فلسطين. تقع جنوب غرب القدس، وتندرج تحت اختصاص مجلس متاح يهودا الإقليمي. في عام 2016 كان عدد سكانها 1416 نسمة.

## التاريخ
تأسست القرية في عام 1950 على يد يهود من اليمن على أرض كانت تابعة لقرية الجورة الفلسطينية المهجورة. عاش السكان في البداية في الخيام وبحلول عام 1954، بقيت ثلاث عشرة عائلة فقط.
في عام 1953، تبرع بيرسي نيومان، وهو صناعي يهودي بريطاني، بالمال إلى الصندوق القومي اليهودي لشراء 3,000 دونم من أجل الموشاف. انضم العديد من يهود شمال أفريقيا لاحقاً إلى الموشاف.
تم منح السكان مساحات من الأراضي المخصصة لتربية الدواجن واستمروا في العيش في الخيام، دون مياه جارية أو كهرباء، حتى عام 1957. وقبل إنشاء كريات هايوفل، كان أقرب حي لهم هو بييت فيغان، الذي يتم الوصول إليه سيراً على الأقدام أو على ظهر حمار.
في التسعينات، بعد موجة الهجرة الروسية إلى إسرائيل، زاد إنتاج الموشاف من البيض من 300 مليون إلى 500 مليون بيضة في السنة.